# Off the Record (Sweet)
Off the Record è il quinto album in studio del gruppo musicale britannico Sweet, pubblicato nell'aprile 1977 dalla RCA Victor.

## Tracce
Testi e musiche di Andy Scott, Mick Tucker, Brian Connolly e Steve Priest.
Lato A
1. Fever of Love – 3:59
2. Lost Angels – 4:02
3. Midnight to Daylight – 3:30
4. Windy City – 7:27

Lato B
1. Live for Today – 3:22
2. She Gimme Lovin' – 4:04
3. Laura Lee – 4:16
4. Hard Times – 4:00
5. Funk It Up – 3:33

Tracce bonus nella riedizione CD del 1990
1. Distinct Lack of Ancient – 4:07
2. Stairway to the Stars – 3:05
3. Why Don't You Do It Me – 3:11

## Formazione
Gruppo
- Brian Connolly – voce principale, arrangiamento
- Steve Priest – basso, armonica, voce principale, cori, arrangiamento
- Andy Scott – chitarra, tastiera, sintetizzatore, voce, arrangiamento
- Mick Tucker – percussioni, voce, arrangiamento

Produzione
- Sweet – produzione
- Louie Austin – ingegneria del suono
- Nick Ryan – ingegneria del suono